# Albertonykus borealis
Albertonykus borealis ("urpa d'Alberta del nord") és una espècie de dinosaure alvarezsàurid que va viure al Maastrichtià (Cretaci superior). Les seves restes fòssils foren trobades a la formació del Horseshoe Canyon a Alberta, Canadà. Es coneix a partir de restes de les potes anteriors i posteriors de diversos individus.